# Aeródromo de Iztapa
El Aeródromo de Iztapa (OACI: MGHH) es un pequeño aeródromo en el municipio de Iztapa en el Departamento de Escuintla, Guatemala. Es administrado por el Aeroclub de Guatemala bajo la supervisión de la Dirección General de Aeronáutica Civil de Guatemala.
Tiene una pista de 890 metros de longitud.

## Destinos nacionales
Aeroclub de Guatemala - Ciudad de Guatemala (Chárter)